# Wink (gruppo musicale)
Le Wink (ウィンク?, Uinku) sono state un duo musicale giapponese attivo dal 1988 al 1996. Il duo era composto Sachiko Suzuki (鈴木早智子?, Suzuki Sachiko) e Shōko Aida (相田翔子?, Aida Shōko).

## Discografia parziale

### Album in studio
- 1988 - Moonlight Serenade
- 1989 - Especially for You: Yasashisa ni Tsutsumarete
- 1989 - Twin Memories
- 1990 - Velvet
- 1990 - Crescent
- 1991 - Queen of Love
- 1991 - Sapphire
- 1992 - Each Side of Screen
- 1992 - Nocturne (Yasōkyoku)
- 1993 - Aphrodite
- 1993 - Brunch
- 1994 - Overture!
- 1994 - Voce
- 1995 - Flyin' High

### EP
- 1988 - At Heel Diamonds

### Album dal vivo
- 1990 - Wink First Live Shining Star
- 2019 - Especially for You II

### Raccolte
- 1990 - Wink Hot Singles
- 1991 - Diamond Box (remix)
- 1992 - Raisonné
- 1994 - Diary
- 1995 - Back to Front
- 1996 - Wink Memories 1988–1996